# Yes!
"Yes!" é o quinto álbum de estúdio do cantor e compositor estadunidense Jason Mraz. O álbum foi lançado em 11 de julho de 2014, com o selo da editora Atlantic Records. O single do álbum, "Love Someone", foi lançado em 19 de maio de 2014.
O álbum é uma colaboração entre Jason Mraz e os membros da banda de indie-rock-folk Raining Jane: Mai Bloomfield, Becky Gebhardt, Chaska Potter e Mona Tavakoli, com quem Mraz tem trabalhado desde 2007, sendo sua banda de apoio no disco, e ainda sendo os co-autores da maioria das faixas.

## Recepção da crítica
| Críticas profissionais | Críticas profissionais |
| Pontuações agregadas   | Pontuações agregadas   |
| Fonte                  | Avaliação              |
| ---------------------- | ---------------------- |
| Metacritic             | 62/100                 |
| Avaliações da crítica  |                        |
| Fonte                  | Avaliação              |
| AllMusic               | [ 7 ]                  |
| Billboard              | 82/100                 |
| The Boston Globe       | 70/100                 |
| Los Angeles Times      | [ 9 ]                  |
| Rolling Stone          | [ 10 ]                 |
| Slant Magazine         | [ 11 ]                 |

Yes! foi recebido com críticas positivas dos críticos da musica. O site Metacritic que faz a sua avaliação de notas a partir de zero a cem a partir da opinião de críticos, deu ao disco a nota 62 que indica "avaliações favoráveis", baseado em 6 opiniões.
Matt Fruchtman da Slant Magazine deu ao álbum duas estrelas de cinco possíveis, dizendo que "sua visão de mundo em toda a lente deixa "YES!" Sentindo como o equivalente musical de uma sitcom G-classificado." Stephen Thomas Erlewine do portal AllMusic deu ao álbum quatro estrelas de cinco possíveis, dizendo que "O ponto de exclamação que pontua o próprio título sugere Jason Mraz pode ser um pouco entusiasta sobre "Yes!", mas isso é uma finta, escondendo como este registro 2014 é o próximo passo lógico na estrada o cantor e compositor de sedução. Foi-se o jogo de palavras comemorado, uma maturação auto-consciente que era talvez inevitável, mas também ausentes são o bom alma floresce de 2012 de Love Is a Four Letter Word.

## Performance comercial
O álbum estreou na quinta posição na Billboard 200, apos vender 102,000 copias na primeira semana no Estados Unidos.
No Canadá o álbum estreou na segunda posição, apos vender 12,000 copias na semana de estréia.

## Singles
"Love Someone" foi o único single oficial do álbum, gravada, escrita e produzida por Mraz a faixa foi lançada em 19 de maio de 2014. no Estados Unidos a canção alcançou a decima quarta posição na Billboard Bubbling Under Hot 100 Singles,  e no Brasil chegou a posição setenta na Billboard Brasil Hot 100 Airplay.
"Hello, You Beautiful Thing" foi o primeiro single promocional do disco, foi lançado em 23 de maio de 2014. A canção chegou a posição 53 na Holanda, 53 na Ultratop Flanders e a decima segunda  Ultratop Valônia ambas da Bélgica.
"It's So Hard to Say Goodbye to Yesterday" foi o segundo single promocional do álbum. A faixa é uma regravação do single de G.C. Cameron lançado em 1975. A canção chegou a posição 90 nas paradas musicais da Holanda.
"You Can Rely on Me" foi o terceiro e ultimo single promocional do álbum.

## Faixas
| N.º | Título                                     | Duração |  |
| 1.  | "Rise"                                     | 1:29    |  |
| 2.  | "Love Someone"                             | 4:17    |  |
| 3.  | "Hello, You Beautiful Thing"               | 3:34    |  |
| 4.  | "Long Drive"                               | 3:51    |  |
| 5.  | "Everywhere"                               | 3:25    |  |
| 6.  | "Best Friend"                              | 3:20    |  |
| 7.  | "Quiet"                                    | 4:19    |  |
| 8.  | "Out Of My Hands"                          | 3:26    |  |
| 9.  | "It's So Hard To Say Goodbye To Yesterday" | 2:59    |  |
| 10. | "3 Things"                                 | 2:54    |  |
| 11. | "You Can Rely On Me"                       | 3:43    |  |
| 12. | "Back To The Earth"                        | 3:46    |  |
| 13. | "A World With You"                         | 4:39    |  |
| 14. | "Shine"                                    | 6:04    |  |

## Desempenho nas paradas
| Paradas (2014)                            | Melhor posição |
| ----------------------------------------- | -------------- |
| Alemanha (Offizielle Deutsche Charts)     | 22             |
| Austrália (ARIA)                          | 17             |
| Áustria (Ö3 Austria Top 40)               | 32             |
| Bélgica (Ultratop Flandres)               | 43             |
| Bélgica (Ultratop Valônia)                | 22             |
| Canadá (Billboard)                        | 2              |
| Dinamarca (Hitlisten)                     | 14             |
| Espanha (PROMUSICAE)                      | 14             |
| Estados Unidos (Billboard 200)            | 5              |
| Estados Unidos (Billboard Digital Albums) | 2              |
| França (SNEP)                             | 36             |
| Hungria (MAHASZ)                          | 18             |
| Irlanda (IRMA)                            | 58             |
| Itália (FIMI)                             | 54             |
| Nova Zelândia (RMNZ)                      | 25             |
| Noruega (VG-lista)                        | 24             |
| Países Baixos (Dutch Charts)              | 1              |
| Reino Unido (UK Albums Chart)             | 18             |

## Histórico de lançamento
| País           | Data                | Formato              | Gravadora        |
| -------------- | ------------------- | -------------------- | ---------------- |
| Reino Unido    | 11 de julho de 2014 | CD, digital download | Atlantic Records |
| Estados Unidos | 15 de julho de 2014 | CD, digital download | Atlantic Records |